# Puteaux
Puteaux település Franciaországban, Hauts-de-Seine megyében. Lakosainak száma 44 198 fő (2022. január 1.). Puteaux Neuilly-sur-Seine, Párizs, Suresnes, Nanterre és Courbevoie községekkel határos.

## Népesség
A település népességének változása:
| Lakosok száma | 43 994 | 43 891 | 45 146 | 44 941 | 44 645 | 44 837 | 45 157 | 44 009 | 43 672 | 44 198 |
|               | 2007   | 2013   | 2015   | 2016   | 2017   | 2018   | 2019   | 2020   | 2021   | 2022   |

## Érdekességek
- A film cselekménye szerint innen származik a Pofa be! című francia filmvígjáték egyik főszereplője, a Jean Reno által megformált kőkemény bűnöző, Ruby.